# Gymnobracon grandis
Gymnobracon grandis är en stekelart som först beskrevs av Szepligeti 1902.  Gymnobracon grandis ingår i släktet Gymnobracon och familjen bracksteklar. Inga underarter finns listade i Catalogue of Life.